# Мамиров Маулен Сатимбайович
Маулен Сатимбайович Мамиров (каз. Мәулен Сатымбайұлы Мамыров; нар. 14 грудня 1970, село Акіик, Каратальський район, Талди-Курганська область, (з 1997 увійшла до складу Алматинської області)) — казахський борець вільного стилю, бронзовий призер чемпіонату світу, чемпіон Азії, бронзовий призер та чемпіон Азійських ігор, бронзовий призер Олімпійських ігор. Заслужений майстер спорту Республіки Казахстан (1994), майстер спорту СРСР (1990) з вільної боротьби.

## Біографія
Боротьбою почав займатися з 1984 року. У 1988 році у складі юніорської збірної Радянського Союзу став бронзовим призером чемпіонату світу. Переможець Кубка СРСР (1991); срібний призер Спартакіади народів СРСР (Запоріжжя, 1991); бронзовий призер чемпіонатів СНД (Запоріжжя, 1992; Москва, 1994), багаторазовий чемпіон Казахстану.
Закінчив Талди-Курганський педагогічний інститут (1994), вчитель фізкультури.
З 1993 року — спортсмен-інструктор національної збірної Казахстану з вільної боротьби.
З 1998 року — інспектор-методист Центральної ради всесоюзного фізкультурно-спортивного товариства «Динамо» Республіки Казахстан.
З 2005 року — віце-президент Алматинської обласної Федерації з вільної та греко-римської боротьби.
З 2007 року — директор ДУ «Центр підготовки олімпійського резерву Алматинської області».
Член НДП «Нур Отан» з 2008 року.

## Нагороди
- Орден Звитяги (2001);
- почесна грамота Талди-Курганської області (1995);
- почесна грамота та Республіки Казахстан (1996).

## Виступи на Олімпіадах
| Змагання                    | Збірна    | Вагова категорія | Місце  |
| --------------------------- | --------- | ---------------- | ------ |
| Літні Олімпійські ігри 1996 | Казахстан | 52 кг            | Бронза |
| Літні Олімпійські ігри 2000 | Казахстан | 54 кг            | 6      |

## Виступи на Чемпіонатах світу
| Змагання                        | Збірна    | Вагова категорія | Місце  |
| ------------------------------- | --------- | ---------------- | ------ |
| Чемпіонат світу з боротьби 1994 | Казахстан | 52 кг            | 11     |
| Чемпіонат світу з боротьби 1995 | Казахстан | 52 кг            | 12     |
| Чемпіонат світу з боротьби 1997 | Казахстан | 54 кг            | Бронза |
| Чемпіонат світу з боротьби 1998 | Казахстан | 54 кг            | 11     |
| Чемпіонат світу з боротьби 1999 | Казахстан | 54 кг            | 7      |
| Чемпіонат світу з боротьби 2001 | Казахстан | 54 кг            | 4      |

## Виступи на Чемпіонатах Азії
| Змагання                       | Збірна    | Вагова категорія | Місце  |
| ------------------------------ | --------- | ---------------- | ------ |
| Чемпіонат Азії з боротьби 1993 | Казахстан | 52 кг            | 4      |
| Чемпіонат Азії з боротьби 1995 | Казахстан | 57 кг            | 5      |
| Чемпіонат Азії з боротьби 1996 | Казахстан | 52 кг            | 4      |
| Чемпіонат Азії з боротьби 1999 | Казахстан | 54 кг            | Золото |

## Виступи на Азійських іграх
| Змагання           | Збірна    | Вагова категорія | Місце  |
| ------------------ | --------- | ---------------- | ------ |
| Азійські ігри 1994 | Казахстан | 52 кг            | Золото |
| Азійські ігри 1998 | Казахстан | 54 кг            | Бронза |
| Азійські ігри 2002 | Казахстан | 55 кг            | 4      |

## Виступи на інших змаганнях
| Змагання                             | Збірна    | Вагова категорія | Місце  |
| ------------------------------------ | --------- | ---------------- | ------ |
| Центрально-Азійські ігри 1995        | Казахстан | 57 кг            | Золото |
| Гран-прі Німеччини з боротьби 1996   | Казахстан | 57 кг            | 7      |
| Східно-Азійські ігри 1997            | Казахстан | 54 кг            | Золото |
| Кубок Азії і Океанії з боротьби 1997 | Казахстан | 54 кг            | Золото |
| Східно-Азійські ігри 2001            | Казахстан | 54 кг            | Золото |